# Дудка Володимир Михайлович
Володимир Михайлович Ду́дка (нар. 30 вересня 1964, Суми) — український військовий моряк, капітан 2 рангу запасу Військово-Морських Сил України, командир корабля управління «Сімферополь» (1997—2001). Політичний в'язень Кремля. Один з обвинувачених у справі так званих «Кримських терористів» (група «Севастопольських диверсантів»). Затриманий ФСБ 9 листопада 2016 року. Засуджений до 14 років колонії суворого режиму. Визнаний міжнародними правозахисними організаціями політичним в'язнем.

## Біографія
Народився 30 вересня 1964 року в Сумах. Навчався в сумській школі № 8 на Троїцькій (нині це Олександрівська гімназія). Випускник 1982 року. Після школи працював на Сумському НВО імені Фрунзе.
З 1982 року — служба у Збройних силах СРСР. Після закінчення 41-ї військово-морської школи (Миколаїв) проходив строкову службу в частинах зв'язку Балтійського флоту. У 1983 році поступив, а в 1988 році закінчив факультет радіорозвідки Калінінградського вищого військово-морського училища. Після училища служив у 112-й бригаді розвідувальних кораблів Чорноморського флоту (селище Мирний на озері Донузлав у Криму) на СРЗК «Одограф», потім «Океан». Неодноразово брав участь у бойових службах розвідувальних кораблів у Середземному морі й Атлантиці. З 1996 року — у складі Військово-Морських Сил України. З 1997 по 2001 рік — командир корабля управління «Сімферополь» ВМСУ. Брав участь у навчаннях «Сі Бриз-96», «Сі Бриз-97». Приймав на борту корабля президента України Леоніда Кучму. Після 2001 року проходив службу на різних посадах в оперативній зміні Командного пункту штабу ВМС України.
Після виходу на пенсію у 2009 році, до 2011 року працював у Севастопольській міськдержадміністрації, потім інженером із техніки безпеки в мобільному загоні Міністерства з надзвичайних ситуацій, який здійснював розмінування Інкерманських штолень і місць боїв періоду Другої світової війни на Мекензієвих горах. Після окупації Криму Росією залишився в Севастополі, працював на цивільній посаді у МНС РФ.

## Судове переслідування, докази невинуватості
Затриманий ФСБ Росії 9 листопада 2016 року в Севастополі, дорогою до лікарні, куди він прямував із загостренням виразки шлунку. Протягом декількох діб місце перебування Володимира Дудки було невідоме. 10 листопада у ФСБ заявили, що він начебто був членом «диверсійно-терористичної групи Головного управління розвідки Міністерства оборони України». Його обвинуватили у плануванні диверсійних акцій на об'єктах військової інфраструктури й життєзабезпечення в Севастополі. Незалежний адвокат зміг потрапити до Дудки лише 14 листопада 2016 року. Володимир встиг йому повідомити, що він ні в чому не винний, а свідчення від нього отримували під тиском і загрозами на адресу родичів. Пізніше, впродовж судового процесу, Дудка й Олексій Бессарабов, який проходить разом із ним у справі, неодноразово заявляли, що в перші дні після затримання вони зазнали тортур, зокрема й електричним струмом. Проте Слідчий комітет Російської Федерації відмовив у порушенні справи за фактом тортур щодо ув'язнених.
Судові розгляди у справі Дудки й Бессарабова, які відмовилися визнавати провину, тривали понад 2,5 роки. Після завершення першого судового розгляду окупаційний Севастопольський міський суд не зміг ухвалити вирок і 6 квітня 2018 року повернув до прокуратури «справу диверсантів» для усунення недоліків. 2 серпня 2018 року в Севастопольському міському суді розпочався повторний розгляд справи за суттю. 4 квітня 2019 року Севастопольський міський суд засудив Володимира Дудку за статтями ч. 1 ст. 30, п. А ч. 2 ст. 281 («Приготування до диверсії в складі організованої групи»), ч. 3 ст. 222.1 («Незаконне придбання, зберігання вибухових речовин або пристроїв, вчинене організованою групою») Карного кодексу РФ до 14-ти років позбавлення волі з відбуванням у колонії суворого режиму та штрафу в розмірі 350 000 рублів. Апеляційні скарги підсудних на фальсифікацію та грубі порушення слідства Верховний суд РФ відхилив.
З кінця грудня 2019 року Володимир Дудка утримується у Ставрополі в колонії суворого режиму №11 Ставропольського краю РФ (ФКУ ІК-11 УФСІН Росії по Ставропольському краю).

## Реакція на протиправне затримання та засудження
Незаконне ув'язнення окупаційною владою в Криму громадян України Володимира Дудки й Олексія Бессарабова рішуче засудило Міністерство закордонних справ України. Міжнародні правозахисні організації Володимира Дудку й тих, хто засуджений по справі «Севастопольських диверсантів», визнали політичними в'язнями: вони занесені до списку політв'язнів Міжнародного правозахисного центру «Меморіал», Глобальної правозахисної кампанії за звільнення українських політв'язнів Кремля «Let My People Go» тощо. На підтримку українських офіцерів, що перебувають у російських катівнях, виступають Спілка офіцерів України, Асоціація ветеранів Військово-Морських Сил України.